# 12:01
«12:01» (укр. 12:01) — американський фантастичний телефільм 1993 року режисера Джека Шолдера, головні ролі виконували Хелен Слейтер, Джонатан Сільверман, Джеремі Півен і Мартін Ландау. Прем'єра відбулася на Fox Network.
Адаптація оповідання Річарда Лупоффа «12:01 вечора», опублікованого у грудні 1973-го в The Magazine of Fantasy & Science Fiction. Історія раніше була адаптована в оскароносний короткометражний фільм 1990 р. за участю Кертвуд Сміт.

## Сюжет
Баррі Томасу нудно з його роботою, йому цікавіше спостерігати за висококласним науковцем Лізою Фредерікс. По дорозі додому Баррі бачить Лізу смертельно пораненою і сприймає цю подію дуже важко. У себе вдома опівночі він отримує сильний електричний шок. Наступного ранку події попереднього дня повторюються і тільки Баррі є тим, хто розуміє, що світ застряг в петлі часу. Протягом декількох повторень Баррі з'ясовує, як вберегти Лізу і наблизитися до неї. Його дії також призводять до його арешту через його завеликі знання про події.
Баррі і Ліза зрештою дізнаються, що її бос, доктор Тадуіс Мокслі, проводить незаконні та неетичні експерименти з прискоренням часток з надсвітловою швидкістю швидше, що викликали петлю часу. Насправді знання Лізи про незаконну діяльність доктора Мокслі призвело до її вбивства його поплічниками. Вони повинні зупинити її боса до початку експерименту в кінці циклу або світ буде знаходиться в пастці вічно повторюваного дня.

## Реліз
Фільм вийшов на DVD в Сполучених Штатах 28 листопада 2006 р.

## Легальність
Фільм День бабака, який має аналогічну петлю часу, також вийшов 1993 р. Сценаристи та виробники 12:01 вважали, що їх роботу вкрали творці стрічки День бабака.

## Критика
Рейтинг на IMDb — 6,9/10.